# Nad rzeką, której nie ma

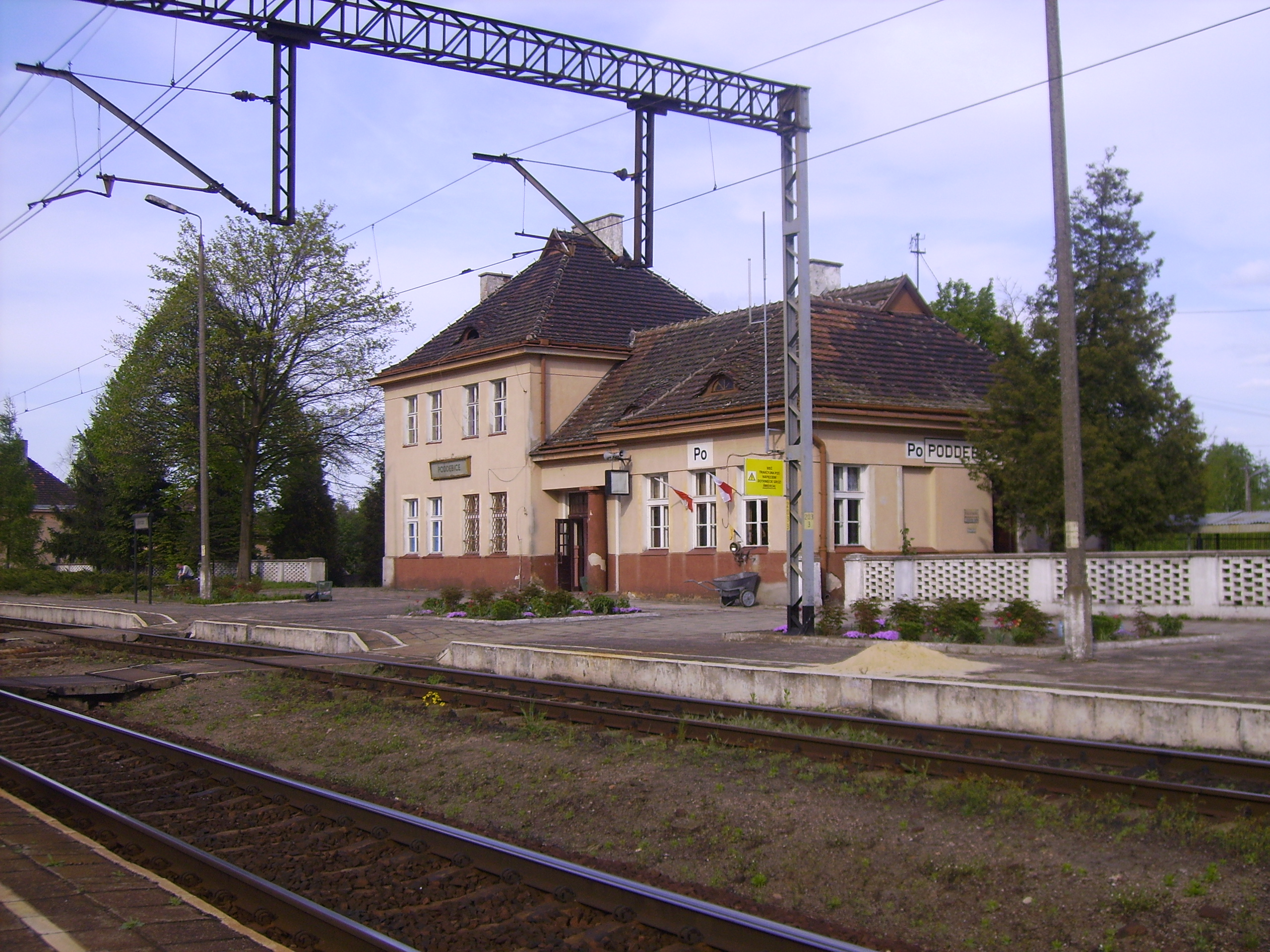
Stacja kolejowa Poddębice, która została wykorzystana w filmie

Nad rzeką, której nie ma – polski film fabularny (dramat psychologiczny) z 1991 roku w reż. Andrzeja Barańskiego. Scenariusz opiera się na opowiadaniu pod tym samym tytule autorstwa Stanisława Czycza, pochodzącym ze zbioru Nim zajdzie księżyc (1968, Wydawnictwo Literackie).
Plenery: wielkopolski Żerków (miasteczko), Mirów (ruiny zamku), okolice Tuszyna (cegielnia), Poddębice (stacja PKP), Kołacin k. Brzezin (zabawa w remizie), Ujazd koło Tomaszowa Mazowieckiego (pałacyk w parku).

## Obsada
- Marek Bukowski jako Admirał
- Joanna Trzepiecińska jako Marta
- Adrianna Biedrzyńska jako Ewa
- Tomasz Hudziec jako Ataman
- Andrzej Mastalerz jako Pasza
- Marta Kalmus jako Monika
- Iwona Marciniec jako Sylwia
- Barbara Połomska jako matka Admirała
- Magdalena Scholl jako Myszka
- Paweł Nowisz jako felczer
- Mirosław Baka jako Wódz
- Małgorzata Wachecka jako Bożena
- Jerzy Braszka jako Ziutek
- Krystyna Feldman jako Magotka
- Marta Konarska jako Jola
- Edward Kusztal jako strażak
- Stanisław Mucha(inne języki) jako Czesiek

## Fabuła
Małe prowincjonalne miasteczko, początek lat sześćdziesiątych. Bohaterami filmu są czterej przyjaciele: Admirał, Ataman, Wódz i Pasza. Chłopcy włóczą się po ulicach miasteczka, piją i rozrabiają na wiejskich zabawach lub oddają się marzeniom na stacji kolejowej. Pewnego dnia uwagę Admirała przykuwa Marta, młoda studentka z obozu studenckiego. Admirał zaczyna szukać towarzystwa Marty, obraża się nawet na swojego przyjaciela Wodza, w którym widzi konkurenta. Rodzące się uczucie sprawia, że oboje dają się łatwo zranić, narasta ciąg nieporozumień, zerwań. W miasteczku pojawiają się Ewa i Myszka - dziewczyny, które uciekły z domu. Znajomość z nimi jest urozmaiceniem dla Admirała, który ponownie próbuje zdobyć sympatię Marty. Zrażona dziewczyna nie ułatwia mu tego. Rozczarowany Admirał wywołuje wraz z Wodzem awanturę w kawiarni. Podczas gdy młodzi mężczyźni siedzą w areszcie, Marta odjeżdża, szukając kogoś smutnym i rozczarowanym wzrokiem na peronie.